# Саљск
Саљск (рус. Сальск) град је у Русији у Ростовској области. Према попису становништва из 2010. у граду је живело 61.312 становника.

## Становништво
Према прелиминарним подацима са пописа, у граду је 2010. живело 61.312 становника, 463 (0,75%) мање него 2002.
| 1939.  | 1959.  | 1970.  | 1979.  | 1989.  | 2002.  | 2010.  |
| ------ | ------ | ------ | ------ | ------ | ------ | ------ |
| 11.365 | 35.964 | 50.197 | 57.003 | 61.088 | 61.775 | 61.316 |